# Deutschland's kryptogamische Gewächse
Deutschland's kryptogamische Gewächse (abreviado Deutschl. Krypt. Gew.) fue una revista ilustrada con descripciones botánicas que fue editada en Alemania por Christian Schkuhr. Se publicaron 2 números en 1810-1811, y un  suplemento en 1847, con el nombre de Deutschland's Kryptogamische Gewachse. Zweyter Theil. Order Vier ynd Twanzigste Flanzenklasse, dei Deutschen Moose Enthaltend. 